# Онипенко, Надежда Константиновна
Наде́жда Константи́новна Онипенко — российский лингвист, ведущий научный сотрудник отдела современного русского языка института русского языка имени В. В. Виноградова РАН, кандидат филологических наук, лауреат премии имени А. А. Шахматова (2003).

## Биография
В 1980 году — окончила русское отделение филологического факультета МГУ, поступила в аспирантуру ИРЯ РАН.
В 1985 году — защитила кандидатскую диссертацию, тема: «Система именных каузативных синтаксем в современном русском литературном языке» (научный руководитель — Г. А. Золотова).
Преподает в МГУ, Московском городском педагогическом университете, Государственной академии славянской культуры, Государственном университете просвещения, Православном Свято-Тихоновском гуманитарном университете.

## Научная деятельность
Под её руководством защищены 6 кандидатских диссертаций.

### Научные интересы
Русская грамматика, анализ текста, эгоцентризм, коммуникативные категории текста, субъектная перспектива текста, категория лица.
Соавтор учебника «Русский язык. От системы к тексту» (для 10 классов гуманитарной специализации).
Автор более 120 статей в сборниках и журналах по русистике.

### Основные работы
- О субъектной перспективе каузативных конструкций // «Вопросы языкознания» — М., 1985, № 2. — С.
- О моно- и полисубъектных версиях причинности // Современный русский синтаксис: Словосочетание и предложение. — Владимир, 1986. С.
- О взаимодействии каузации и авторизации // Каузальность и структура рассуждения в русском языке. М., 1993. — С.
- Идея субъектной перспективы в грамматике // «Русистика сегодня». — М., 1994, № 3. — С.
- О функциональной парадигме глагола БЫТЬ // Функциональная лингвистика: проблемы и перспективы. Материалы конференции. Ялта, апрель 1995. — Симферополь, 1995.
- Причастные и деепричастные конструкции в тексте //Семантика языковых единиц. Доклады Международной конференции. Т. 2, М., 1996. — С.
- Синтаксис первых детских текстов // Проблемы детской речи — 96. Материалы межвузовской конференции. СПб., 1996. — С.
- Коммуникативная грамматика русского языка. — М., 1998 (в соавторстве с Г. А. Золотовой и М. Ю. Сидоровой)
- Глагол и глагольные категории на фоне субъектной перспективы текста // Функциональные и семантические характеристики текста, высказывания, слова. Вопросы русского языкознания. Выпуск VIII. — М., 2000. — С.
- Грамматические категории в тексте // Лингвистика на рубеже эпох. Идеи и топосы. — М., 2001.
- Русское предложение и три параметра интерпретации текста // Языковая система и её развитие во времени и пространстве. К юбилею К. В. Горшковой. — М., 2001.
- Три параметра лингвистической интерпретации текста // Текст. Интертекст. Культура. — М., 2001, с.9-24
- Теория коммуникативной грамматики и проблема системного описания русского синтаксиса // Русский язык в научном освещении. — М., 2001, № 2, с.
- Синтаксическое поле русского предложения и модель субъектной перспективы текста // Коммуникативно-смысловые параметры грамматики и текста. К юбилею Г. А. Золотовой. — М., 2002, с.178-189.
- Русский язык. От системы к тексту (для 10 класса школ гуманитарного профиля) (в соавторстве с Г. А. Золотовой и Г. П. Дручининой). — М., 2002, 20 а. л.
- Об «эгоцентрическом измерении» в грамматике // Труды по русской и славянской филологии. Лингвистика. Языковые функции: семантика, синтактика, прагматика. — Тарту, 2003.
- От предложения к тексту (текстовые функции изолированного именительного падежа) // Юбилейный сборник И. И. Ковтуновой. М., 2004 В соавтортве с Е. Н. Никитиной публикует материалы для учебника «Русский язык. От системы к тексту» для 11 класса уманитарной специализации.
- Языковые единицы контекст // Русская словесность, 2004, № 3 (в соавторстве с Е. Н. Никитиной)
- Авор и герой в художественном тексте. Субъектная перпектива высказывания и текста // Русская словесность, 2004, № 8 (в соавторстве с Е. Н. Никитиной)
- Грамматика крылатых слов // Русская словесность, 2005, № 3 (в соавторстве с Е. Н. Никитиной)
- Синонимия простого и сложного предложения // Русская словесность, 2007, № 4 (в соавторстве с Е. Н. Никитиной)
- «Независимый таксис» и присоединительные конструкции" // Труды по русской и славянской филологии. Лингвистика XI. Humanioria: Ligua russica. — Тарту, 2008.
- Об одной строфе из «Евгений Онегина» // «Слово — чистое веселье…» Юбилейный сборник А. Б. Пеньковского. М., 2009.
- «О принципах лингвистического анализа текста» // Виноградовские чтения 2009 г. — МГПУ, 2009.
- Категория лица и типология субъектов // Грамматика и текст/ Katowice, 2009.
- Грамматика описательная и грамматика объяснительная: их объекты и единицы (к постановке проблемы) // Единицы языка и текст. М., 2010.
- На границе таксиса // Сборник к юбилею А. В. Бондарко. Спб, 2010.
- Концепция коммуникативной грамматики и её место в современной русистике // Aktualne problemy komparatystyki słowiańskiej: teoria i metodologia badań lingwistycznych. — Siedlce 2010[2].

## Награды
- Премия имени А. А. Шахматова (совместно с Г. А. Золотовой, М. Ю. Сидоровой, за 2003 год) — за монографию «Коммуникативная грамматика русского языка»